# David Keith
David Keith (Knoxville, 8 maggio 1954) è un attore e regista statunitense.

## Biografia
Keith ottenne presto il suo primo ruolo cinematografico nel film carcerario Brubaker (1980) accanto a Robert Redford, al quale seguì il grande successo di Ufficiale e gentiluomo (1982) con Richard Gere e Debra Winger, in cui l'attore interpretava il miglior amico del protagonista, Sid. Keith ha anche interpretato Il grande Santini (1979), nel quale era affiancato da Robert Duvall, e Cavalli di razza (1983) con Michael Biehn. Ha interpretato anche il padre dell'allora piccola Drew Barrymore nel blockbuster Fenomeni paranormali incontrollabili (1984), ispirato ad un romanzo di Stephen King. 
Nel 1988 ha diretto il film Le avventure di Tennessee Buck. Nel 1995 partecipa al film Un'amicizia pericolosa. Nel 2000 appare in U-571, diretto da Jonathan Mostow e interpretato da un cast di stelle tra cui Matthew McConaughey, Bill Paxton, Harvey Keitel, Jon Bon Jovi e Thomas Kretschmann. Nel 2003 ha ricoperto la parte di Jack Murdock, padre del protagonista, in Daredevil tratto dall'omonimo fumetto Marvel. Dal 2006 al 2007 ha preso parte alla serie televisiva della CBS The Class - Amici per sempre, nel ruolo di Yonk Allen.

## Filmografia

### Cinema
- Il grande Santini (The Great Santini), regia di Lewis John Carlino (1979)
- The Rose, regia di Mark Rydell (1979)
- Brubaker, regia di Stuart Rosenberg (1980)
- Back Roads, regia di Martin Ritt (1981)
- Take This Job and Shove It, regia di Gus Trikonis (1981)
- Ufficiale e gentiluomo (An Officer and a Gentleman), regia di Taylor Hackford (1982)
- Cavalli di razza (The Lords of Discipline), regia di Franc Roddam (1983)
- Independence Day, regia di Robert Mandel (1983)
- Fenomeni paranormali incontrollabili (Firestarter), regia di Mark L. Lester (1984)
- L'occhio del terrore (White of the Eye), regia di Donald Cammell (1987)
- Le avventure di Tennessee Buck (The Further Adventures of Tennessee Buck), regia di David Keith (1988)
- Heartbreak Hotel, regia di Chris Columbus (1988)
- Il grande inganno (The Two Jakes), regia di Jack Nicholson (1990)
- Caged Fear, regia di Robert Houston (1991)
- Cercasi un colpevole disperatamente (Off and Running), regia di Ed Bianchi (1991)
- Liar's Edge, regia di Ron Oliver (1992)
- Parenti lontani (Distant Cousins), regia di Andrew Lane (1993)
- Major League - La rivincita (Major League II), regia di David S. Ward (1994)
- Soli contro il crimine (Raw Justice), regia di David A. Prior (1994)
- Ernest Goes to School, regia di Coke Sams (1994)
- Temptation - Ultimo inganno (Temptation), regia di Strathford Hamilton (1994)
- Running Wild, regia di Dee McLachlan (1995)
- Trappola nella notte (Till the End of the Night), regia di Larry Brand (1995)
- La chiave magica (The Indian in the Cupboard), regia di Frank Oz (1995)
- Deadly Sins, regia di Michael Robison (1995)
- Gold Diggers: The Secret of Bear Mountain, regia di Kevin James Dobson (1995)
- A Family Thing, regia di Richard Pearce (1996)
- Violenza privata (Invasion of Privacy), regia di Anthony Hickox (1996)
- Judge and Jury, regia di John Eyres (1996)
- Red-Blooded American Girl II, regia di David Blyth (1997)
- La trappola (Ambushed), regia di Ernest R. Dickerson (1998)
- Secret of the Andes, regia di Alejandro Azzano (1999)
- Abusi di legge (Question of Privilege), regia di Rick Stevenson (1999)
- Oltre il limite (If... Dog... Rabbit), regia di Matthew Modine (1999)
- Men of Honor - L'onore degli uomini (Men of Honor), regia di George Tillman Jr. (2000)
- U-571, regia di Jonathan Mostow (2000)
- Cahoots, regia di Dirk Benedict (2001)
- Burning Down the House, regia di Philippe Mora (2001)
- Epoch, regia di Matt Codd (2001)
- Behind Enemy Lines - Dietro le linee nemiche (Behind Enemy Lines), regia di John Moore (2001)
- World Traveler, regia di Bart Freundlich (2001)
- Anthrax, regia di Rick Stevenson (2001)
- Clover Bend, regia di Michael Vickerman (2002)
- The Stickup - Il colpo perfetto (The Stickup), regia di Rowdy Herrington (2002)
- Mother Ghost, regia di Rich Thorne (2002)
- Daredevil, regia di Mark Steven Johnson (2003)
- La maledizione dell'impiccato (Hangman's Curse), regia di Rafal Zielinski (2003)
- Waterville, regia di David Keith (2003)
- The Kings of Brooklyn, regia di Lance Lane (2004)
- Nata per vincere (Raise Your Voice), regia di Sean McNamara (2004)
- All Souls Day: Dia de los Muertos, regia di Jeremy Kasten (2005)
- Come Away Home, regia di Doug McKeon (2005)
- Miracle Dogs Too, regia di Richard Gabai (2006)
- In Her Line of Fire, regia di Brian Trenchard-Smith (2006)
- Expiration Date, regia di Rick Stevenson (2006)
- Bottoms Up, regia di Erik MacArthur (2006)
- Succubus: Hell-Bent, regia di Kim Bass (2007)
- Clown Hunt, regia di Barry Tubb (2008)
- Boys of Summerville, regia di Brooks Benjamin (2008)
- Beneath the Blue, regia di Michael D. Sellers (2010)
- Unrequited, regia di Jason Epperson (2010)
- Christian Mingle, regia di Corbin Bernsen (2014)
- A Perfect Vacation, regia di Mark Atkins (2015)
- Heritage Falls, regia di Shea Sizemore (2016)
- All Saints, regia di Steve Gomer (2017)

### Televisione
- Are You in the House Alone?, regia di Walter Grauman – film TV (1978) - non accreditato
- Happy Days – serie TV, episodio 6x15 (1978)
- Co-ed Fever – serie TV, 8 episodi (1979)
- Friendly Fire, regia di David Greene – film TV (1979)
- Gli sbandati (The Runaways) – serie TV, episodio 2x07 (1979)
- Olimpiade - Un amore (The Golden Moment: An Olympic Love Story), regia di Richard C. Sarafian – miniserie TV (1980)
- Gulag 77, regia di Roger Young – film TV (1985)
- La gatta (If Tomorrow Comes), regia di Jerry London – miniserie TV (1986)
- La vera storia di Oliver North (Guts and Glory: The Rise and Fall of Oliver North), regia di Mike Robe – film TV (1989)
- Flesh 'n' Blood – serie TV, 12 episodi (1991)
- Madri in guerra (Whose Child Is This? The War for Baby Jessica), regia di John Kent Harrison – film TV (1993)
- XXX's & OOO's, regia di Allan Arkush – film TV (1994)
- Texas, regia di Richard Lang – film TV (1994)
- Strangers – serie TV, episodio 1x5 (1996)
- Fascino assassino (If Looks Could Kill), regia di Sheldon Larry – film TV (1996)
- High Incident – serie TV, 32 episodi (1996-1997)
- Oltre i limiti (The Outer Limits) – serie TV, episodio 4x17 (1998)
- Perfect Lady, regia di Howard McCain – film TV (1998)
- Marlowe - Omicidio a Poodle Springs (Poodle Springs), regia di Bob Rafelson – film TV (1998)
- Senza passato (A Memory in My Heart), regia di Harry Winer – film TV (1999)
- Walker Texas Ranger – serie TV, episodio 8x17 (2000)
- Più forte ragazzi (Martial Law) – serie TV, episodio 2x16 (2000)
- Arli$$ – serie TV, episodio 5x11 (2000)
- Dark Target - Obiettivo: sopravvivenza (Love and Treason), regia di Lewis Teague – film TV (2001)
- Epoch, regia di Matt Codd – film TV (2001)
- Law & Order - Unità vittime speciali (Law & Order: Special Victims Unit) – serie TV, episodio 3x06 (2001)
- Wild - Agguato sulle montagne (Sabretooth), regia di James D.R. Hickox – film TV (2002)
- Carrie, regia di David Carson – film TV (2002)
- Deep Shock, regia di Phillip J. Roth – film TV (2003)
- Epoch: Evolution, regia di Ian Watson – film TV (2003)
- Still Life – serie TV, 5 episodi (2003-2004)
- NCIS - Unità anticrimine (NCIS) – serie TV, episodio 2x01 (2004)
- Distruzione dal cielo (Path of Destruction), regia di Stephen Furst – film TV (2005)
- Law & Order: Criminal Intent – serie TV, episodio 5x04 (2005)
- Locuste - L'ottava piaga (Locusts: The 8th Plague), regia di Ian Gilmour – film TV (2005)
- The Class - Amici per sempre (The Class) – serie TV, 11 episodi (2006-2007)
- CSI: Miami – serie TV, episodi 6x21-7x01 (2008)
- Lone Star – serie TV, 5 episodi (2010)
- Chase – serie TV, episodio 1x09 (2010)
- Nikita – serie TV, episodio 2x06 (2011)
- Hawaii Five-0 – serie TV, episodi 2x03-2x10-3x23 (2011-2013)
- Il caso Warren Jeffs (Outlaw Prophet: Warren Jeffs), regia di Gabriel Range – film TV (2014)
- Reckless – serie TV, 4 episodi (2014)
- Real Good People, regia di James Burrows – film TV (2016)

### Regista
- La fattoria maledetta (The Curse) (1987)
- Le avventure di Tennessee Buck (The Further Adventures of Tennessee Buck) (1988)

## Riconoscimenti
- Golden Globe
  - 1983 – Candidature al miglior attore non protagonista per Ufficiale e gentiluomo
  - 1983 – Candidatura al migliore attore debuttante per Ufficiale e gentiluomo

## Doppiatori italiani
Nelle versioni in italiano delle opere in cui ha recitato, David Keith è stato doppiato da:
- Loris Loddi in Ufficiale e gentiluomo, Behind Enemy Lines - Dietro le linee nemiche, Hawaii Five-0 (ep. 2x03, 2x10, 3x23)
- Stefano Benassi ne Il grande inganno, Violenza privata
- Massimo Lodolo in Major League II - La rivincita, Clover bend
- Massimo Corvo in Wild - Agguato sulle montagne, Law & Order - Unità vittime speciali
- Pino Colizzi in Brubaker
- Piero Tiberi in Fenomeni paranormali incontrollabili
- Carlo Valli in Marlowe - Omicidio a Poodle Springs
- Alberto Olivero in Succubus - Diabolicamente fatale
- Luca Ward in Un'amicizia pericolosa
- Roberto Chevalier in Oltre il limite
- Francesco Pannofino in La chiave magica
- Paolo Buglioni in Men of Honor - L'onore degli uomini
- Andrea Ward in High Incident
- Roberto Draghetti in U-571
- Enrico Di Troia in NCIS - Unità anticrimine
- Claudio Sorrentino in Daredevil
- Angelo Maggi in Nata per vincere
- Francesco Prando in Distruzione dal cielo
- Stefano De Sando in Locuste: L'ottava piaga
- Riccardo Lombardo in Law & Order: Criminal Intent
- Edoardo Nordio in The Class - Amici per sempre
- Natale Ciravolo in In Her Line of Fire
- Romano Malaspina in CSI: Miami (ep. 6x21)
- Davide Marzi in CSI: Miami (ep. 7x01)
- Nino Prester in Hawaii Five-0 (ep. 9x11)